# Cuthona
Genre
Cuthona est un genre de mollusques nudibranches de la famille des Cuthonidae (anciennement des Tergipedidae).

## Liste d'espèces
Selon World Register of Marine Species (4 janv. 2014) :
- Cuthona abronia (MacFarland, 1966)
- Cuthona abyssicola (Bergh, 1884)
- Cuthona albocrusta (MacFarland, 1966)
- Cuthona albopunctata (Schmekel, 1968)
- Cuthona amoena (Alder & Hancock, 1845)
- Cuthona antarctica (Pfeffer, 1886)
- Cuthona anulata (Baba, 1949)
- Cuthona barbadiana Edmunds & Just, 1983
- Cuthona behrensi Hermosillo & Valdés, 2007
- Cuthona berghi (Friele, 1902)
- Cuthona beta (Baba & Abe, 1964)
- Cuthona caerulea (Montagu, 1804)
- Cuthona claviformis Vicente, 1974
- Cuthona cocoachroma Williams & Gosliner, 1979
- Cuthona columbiana (O'Donoghue, 1922)
- Cuthona concinna (Alder & Hancock, 1843)
- Cuthona correai Ortea, Caballer & Moro, 2002
- Cuthona crinita Minichev, 1972
- Cuthona destinyae Hermosillo & Valdés, 2007
- Cuthona diminutiva Gosliner, 1980
- Cuthona distans Odhner, 1922
- Cuthona divae (Er. Marcus, 1961)
- Cuthona diversicolor Baba, 1975
- Cuthona elenae (Martynov, 2000)
- Cuthona elioti Odhner, 1944
- Cuthona ferruginea (Friele, 1902)
- Cuthona fidenciae (Ortea, Moro & Espinosa, 1999)
- Cuthona flavovulta (MacFarland, 1966)
- Cuthona foliata (Forbes & Goodsir, 1839)
- Cuthona fructuosa (Bergh, 1892)
- Cuthona fulgens (MacFarland, 1966)
- Cuthona genovae (O'Donoghue, 1929)
- Cuthona georgiana (Pfeffer in Martens & Pfeffer, 1886)
- Cuthona giarannae Valdés, Moran & Woods, 2012
- Cuthona granosa (Schmekel, 1966)
- Cuthona gymnota (Couthouy, 1838)
- Cuthona hamanni Behrens, 1987
- Cuthona henrici Eliot, 1916
- Cuthona herrerai Ortea, Moro & Caballer, 2002
- Cuthona ilonae (Schmekel, 1968)
- Cuthona iris Edmunds & Just, 1983
- Cuthona kuiteri Rudman, 1981
- Cuthona lagunae (O'Donoghue, 1926)
- Cuthona leopardina (Vayssière, 1888)
- Cuthona lizae Angulo-Campillo & Valdés, 2003
- Cuthona longi Behrens, 1985
- Cuthona macquariensis (Burn, 1973)
- Cuthona millenae Hermosillo & Valdés, 2007
- Cuthona miniostriata (Schmekel, 1968)
- Cuthona modesta (Eliot, 1907)
- Cuthona nana (Alder & Hancock, 1842)
- Cuthona netsica (Er. & Ev. Marcus, 1960)
- Cuthona norvegica (Odhner, 1929)
- Cuthona ocellata (Schmekel, 1966)
- Cuthona odhneri Er. Marcus, 1959
- Cuthona ornata Baba, 1937
- Cuthona pallida (Eliot, 1906)
- Cuthona paucicirra Minichev, 1972
- Cuthona perca (Er. Marcus, 1958)
- Cuthona phoenix Gosliner, 1981
- Cuthona poritophages Rudman, 1979
- Cuthona puellula (Baba, 1955)
- Cuthona pumilio Bergh, 1871
- Cuthona punicea Millen, 1986
- Cuthona purpureoanulata (Baba, 1961)
- Cuthona pusilla (Bergh, 1898)
- Cuthona pustulata (Alder & Hancock, 1854)
- Cuthona riosi Hermosillo & Valdés, 2008
- Cuthona rolleri Gosliner & Behrens, 1988
- Cuthona rubescens Picton & Brown, 1978
- Cuthona rubra (Edmunds, 1964)
- Cuthona scintillans Miller, 1977
- Cuthona sibogae (Bergh, 1905)
- Cuthona speciosa (Macnae, 1954)
- Cuthona suecica (Odhner, 1940)
- Cuthona thompsoni Garcia, Lopez-Gonzalez & Garcia-Gomez, 1991
- Cuthona tina (Er. Marcus, 1957)
- Cuthona valentini (Eliot, 1907)
- Cuthona veronicae (A. E. Verrill, 1880)
- Cuthona virens (MacFarland, 1966)
- Cuthona viridis (Forbes, 1840)
- Cuthona willani Cervera, Garcia-Gomez & Lopez-Gonzalez, 1992
- Cuthona yamasui Hamatani, 1993

Selon ITIS (13 janv. 2012) :
- Cuthona abronia (MacFarland, 1966)
- Cuthona abyssicola (Bergh, 1884)
- Cuthona albocrusta (MacFarland, 1966)
- Cuthona amoena (Alder & Hancock, 1845)
- Cuthona aurantia (Alder & Hancock, 1842)
- Cuthona caerulea (Montagu, 1804)
- Cuthona cocoachroma Williams & Gosliner, 1979
- Cuthona concinna (Alder & Hancock, 1843)
- Cuthona divae (Er. Marcus, 1961)
- Cuthona flavovulta (MacFarland, 1966)
- Cuthona foliata (Forbes & Goodsir, 1839)
- Cuthona fulgens (MacFarland, 1966)
- Cuthona genovae (O'Donoghue, 1926)
- Cuthona hamanni Behrens, 1987
- Cuthona lagunae (O'Donoghue, 1926)
- Cuthona nana (Alder & Hancock, 1842)
- Cuthona perca (Er. Marcus, 1958)
- Cuthona phoenix Gosliner, 1981
- Cuthona punicea Millen, 1986
- Cuthona pustulata (Alder & Hancock, 1854)
- Cuthona rolleri Behrens & Gosliner, 1988
- Cuthona rubescens Picton & Brown, 1978
- Cuthona sibogae Bergh, 1905
- Cuthona stimpsoni A. E. Verrill, 1880
- Cuthona tina (Er. Marcus, 1957)
- Cuthona veronicae (A. E. Verrill, 1880)
- Cuthona virens (MacFarland, 1966)
- Cuthona viridis (Forbes, 1840)

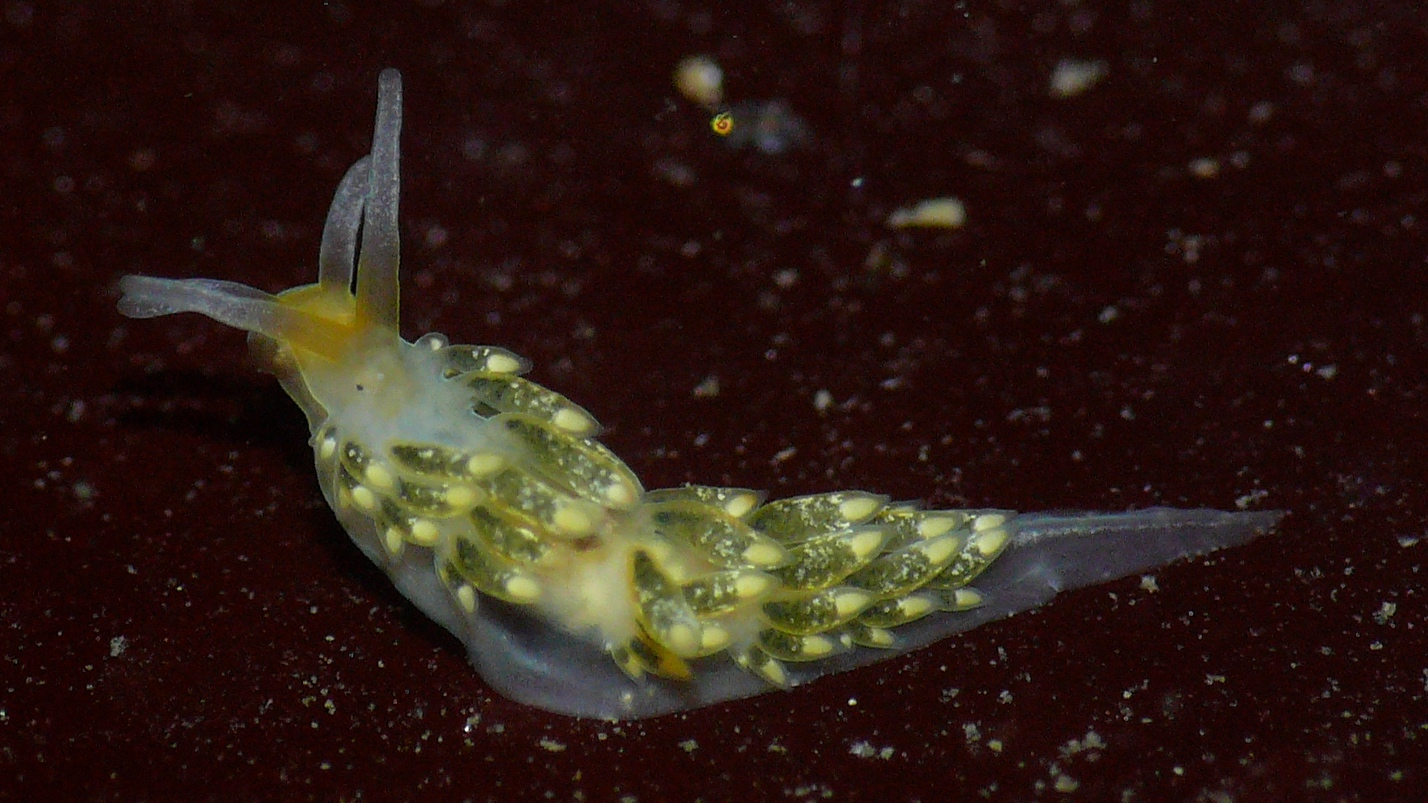
Cuthona flavovulta
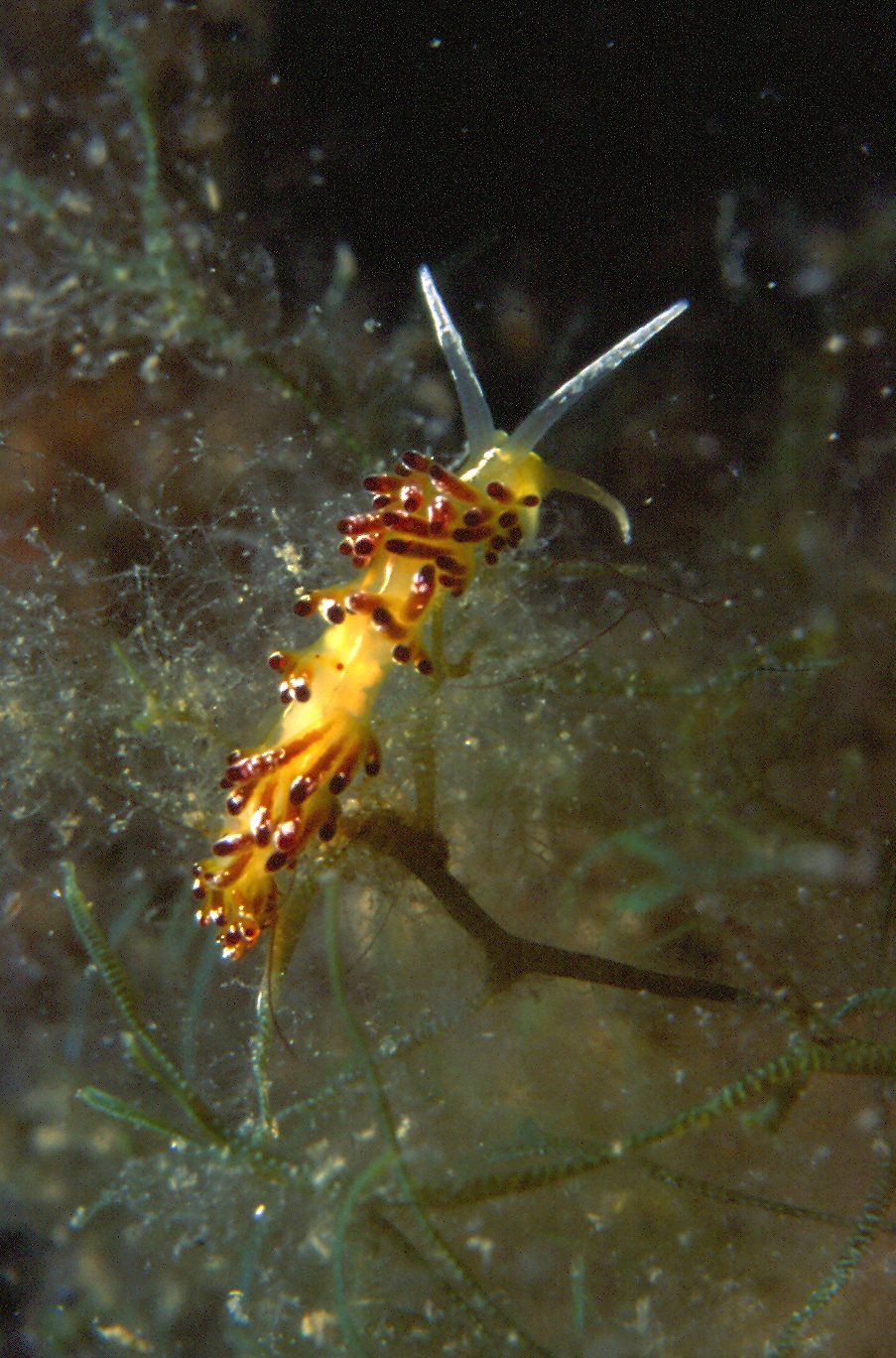
Cuthona ocellata
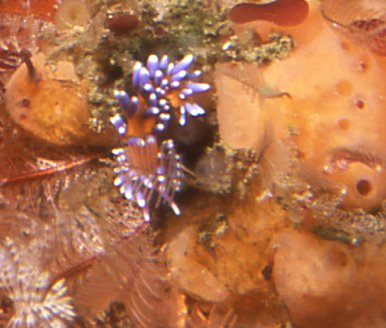
Cuthona speciosa
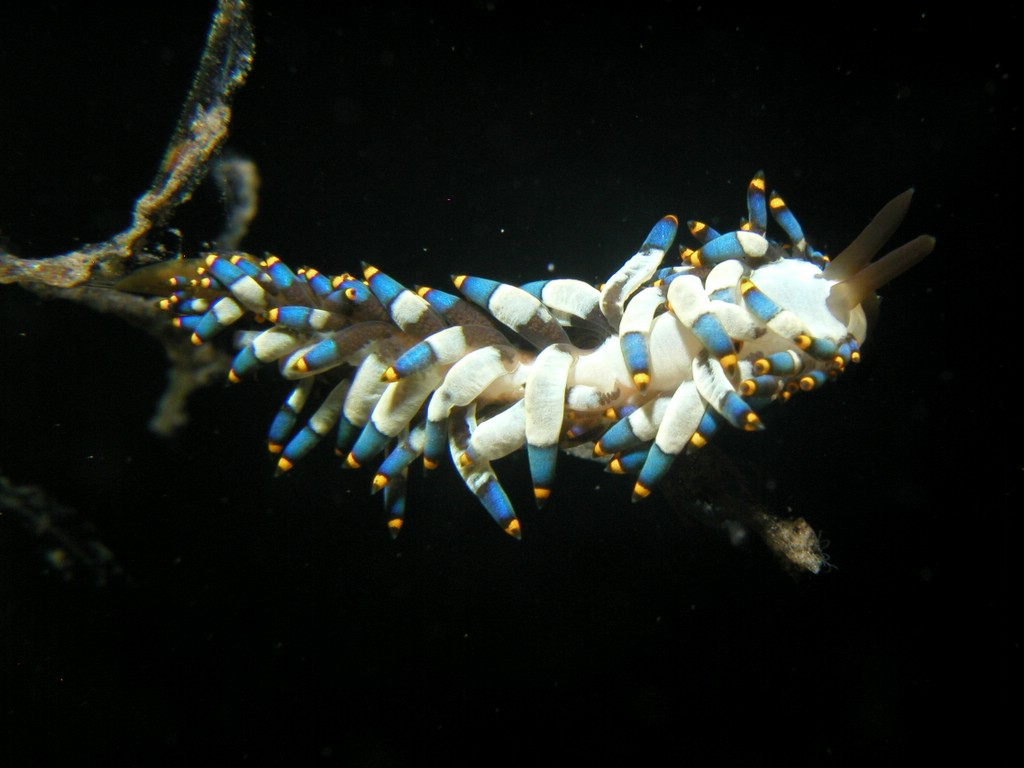
Cuthona yamasui
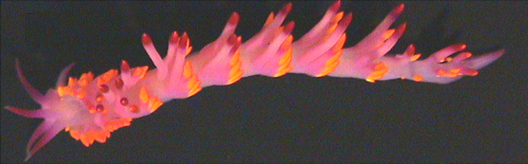
Cuthona sibogae